# Adžlúnský hrad
Adžlúnský hrad (arabsky: قلعة عجلون), ve středověku známý jako Qalʻat ar-Rabad, je muslimský hrad ze 12. století nacházející se v severozápadním Jordánsku. Stojí na vrcholu kopce v oblasti Adžlún, známé také jako Džabal 'Auf podle beduínského kmene, který toto území dobyl ve 12. století. Hrad střežil tři vádí (údolí), která vedla směrem k Jordánskému údolí. Byl postaven ve 12. století Ajjúbovci a ve 13. století rozšířen Mamlúky.

## Název
Jméno Adžlún pochází od křesťanského mnicha, který žil na této hoře v byzantském období. Hrad byl jádrem osady, která se rozrostla do města Adžlún.

## Historie
Adžlúnský hrad stojí na místě starého kláštera, jehož pozůstatky byly objeveny během archeologických vykopávek. Podle tradice název Adžlún pochází od byzantského mnicha, který v této oblasti žil.

### 12. století ajjúbovský hrad
Klášter byl Izzem al-Dínem Usámou v roce 1184 přestavěn na hrad. Usáma byl generálem Saladinovy armády. Hrad řídil provoz po silnici spojující Damašek a Dolní Egypt. Podle Saladinova historika Bahy ad-Dína ibn Shaddada byla pevnost postavena především proto, aby pomohla úřadům v Damašku kontrolovat beduínské kmeny. Ti se těšili dostatečné autonomii, aby se spojili s křižáky a v jednu chvíli postavili tábor pro sto stanů vedle špitálského hradu Belvoir na opačné straně Jordánského údolí. Adžlúnský hrad jako takový je jednou z mála muslimských pevností, které postavili Ajjúbovci, aby chránily jejich říši před nájezdy křižáků, kteří útočili ze západu z Bejt Še'anu nebo Belvoiru a z jihu z Keraku.
Díky své poloze pevnost dominovala širokému úseku severní části Jordánského údolí, kontrolovala tři hlavní průchody, které k ní vedly a chránila komunikační cesty mezi jižním Jordánskem a Sýrií. Byl postaven, aby zadržel postup Jeruzalémského království, které získalo základnu v Transjordánsku a také jako odpověď na vybudování křižáckého hradu Belvoir. Dalším důvodem postavení pevnosti byla snaha ochránit rozvoj a kontrolu nad železnými doly v Adžlúnu.
Původní hrad měl čtyři nárožní věže spojené hradbami a dvojitou bránu. Šípové štěrbiny byly začleněny do silných zdí a byl obklopen příkopem o průměru 16 metrů na šířku a 12 až 15 metrů na hloubku.

### 13. století: rozšíření, zničení Mongoly, obnova
Po Usámově smrti byl hrad v letech 1214 až 1215 rozšířen Aibakem ibn Abdullahem, mamlúckým guvernérem. Ten nechal přistavět novou věž v jihovýchodním rohu a také bránu. Poté, co Karak v roce 1187 padl do rukou Ajjúbovcům, ztratil Adžlúnský hrad svou vojenskou důležitost. V polovině 13. století hrad připadl Yousefovi ibn Ayoubovi, emírovi z Aleppa a Damašku, který obnovil severovýchodní věž a využíval hrad jako správní centrum. V roce 1260 zničili Mongolové části hadu, včetně jeho cimbuří. Brzy po vítězství mamlúků nad Mongoly v bitvě u Ajn Džálútu obnovil hrad sultán Bajbars. Hrad poté sloužil jako sklad úrody a proviantu. Když byl guvernérem jmenován Izz ad-Dín Aibak, zrenovoval hrad, jak naznačuje nápis nalezený v jihozápadní hradní věži.

### Osmanské období
Během osmanského období byl na hradě umístěn kontingent padesáti vojáků. Během první čtvrtiny 17. století jej použil princ Fakhr ad-Dín at-Ṯání během svého boje proti Ahmadu ibn Tarbáyimu. Umístil na hrad kontingent vojáků, zajistil proviant i munici. V roce 1812, kdy hrad navštívil švýcarský cestovatel Johann Ludwig Burckhardt, zde žilo kolem čtyřiceti lidí.

### Zemětřesení a obnova hradu
Dvě velká ničivá zemětřesení poškodila hrad v letech 1837 a 1927. V 21. století ministerstvo starožitností Jordánska sponzorovalo program na obnovu a stabilizaci zdí a také zrekonstruovalo most přes hradní příkop.

## Turistika
Adžlúnský hrad je přístupný veřejnosti a jedná se o hojně navštěvovanou jordánskou památku. Vstup je možný téměř do všech částí hradu. Uvnitř hradu je muzejní expozice s mnoha artefakty pocházejícími z různých časových období. Obsahuje také sbírku zbraní. Jednou z výzdob hradu je mozaiková podlaha, která je pozůstatkem původního křesťanského kláštera. V červnu 2023 byla slavnostně otevřena lanovka, která zlepšila infrastrukturu a má za cíl podpořit cestovní ruch.

## Fotogalerie

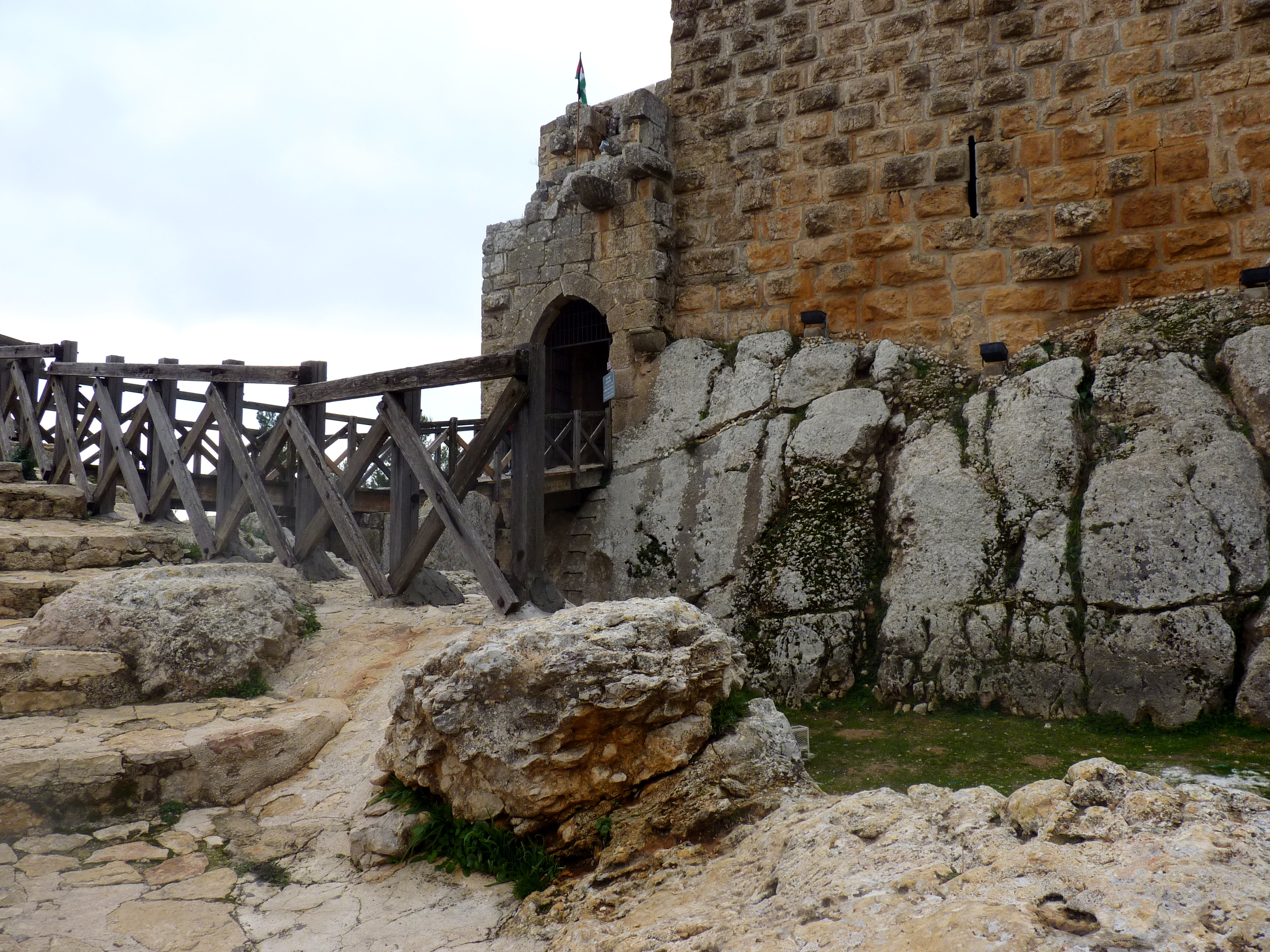
Most přes hradní příkop a vnější brána
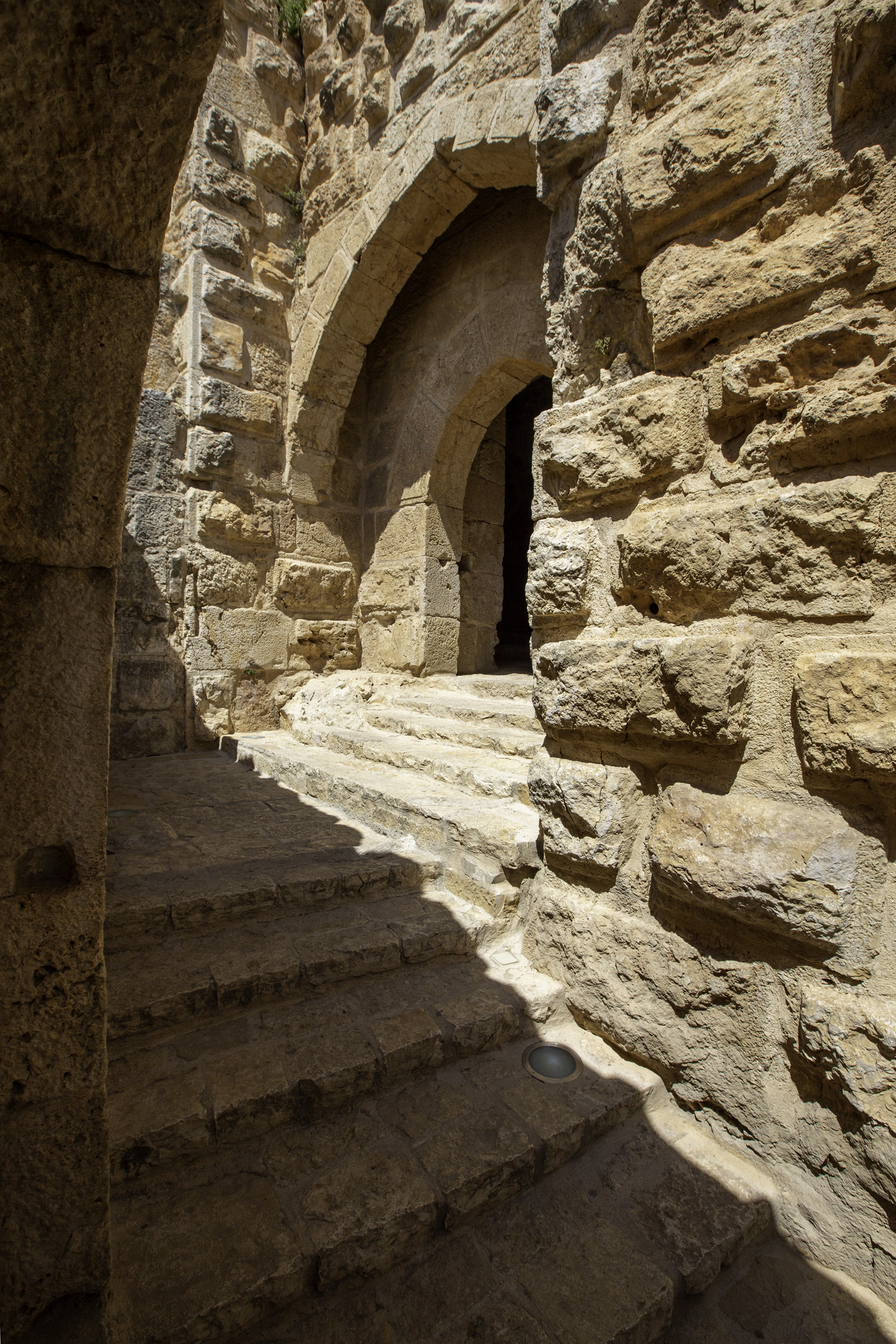
Druhá brána
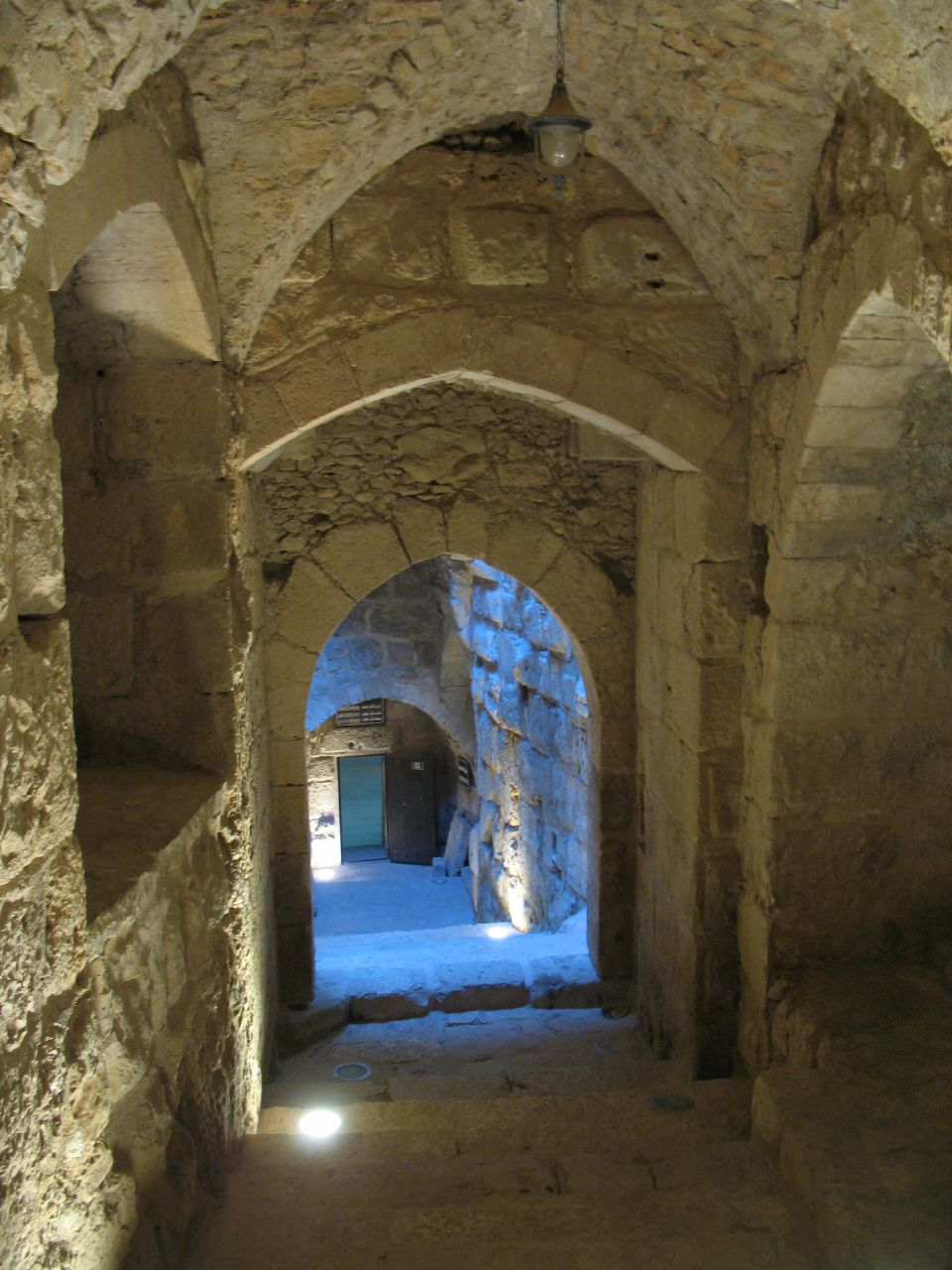
Schodiště vedoucí od vnitřní brány do muzea
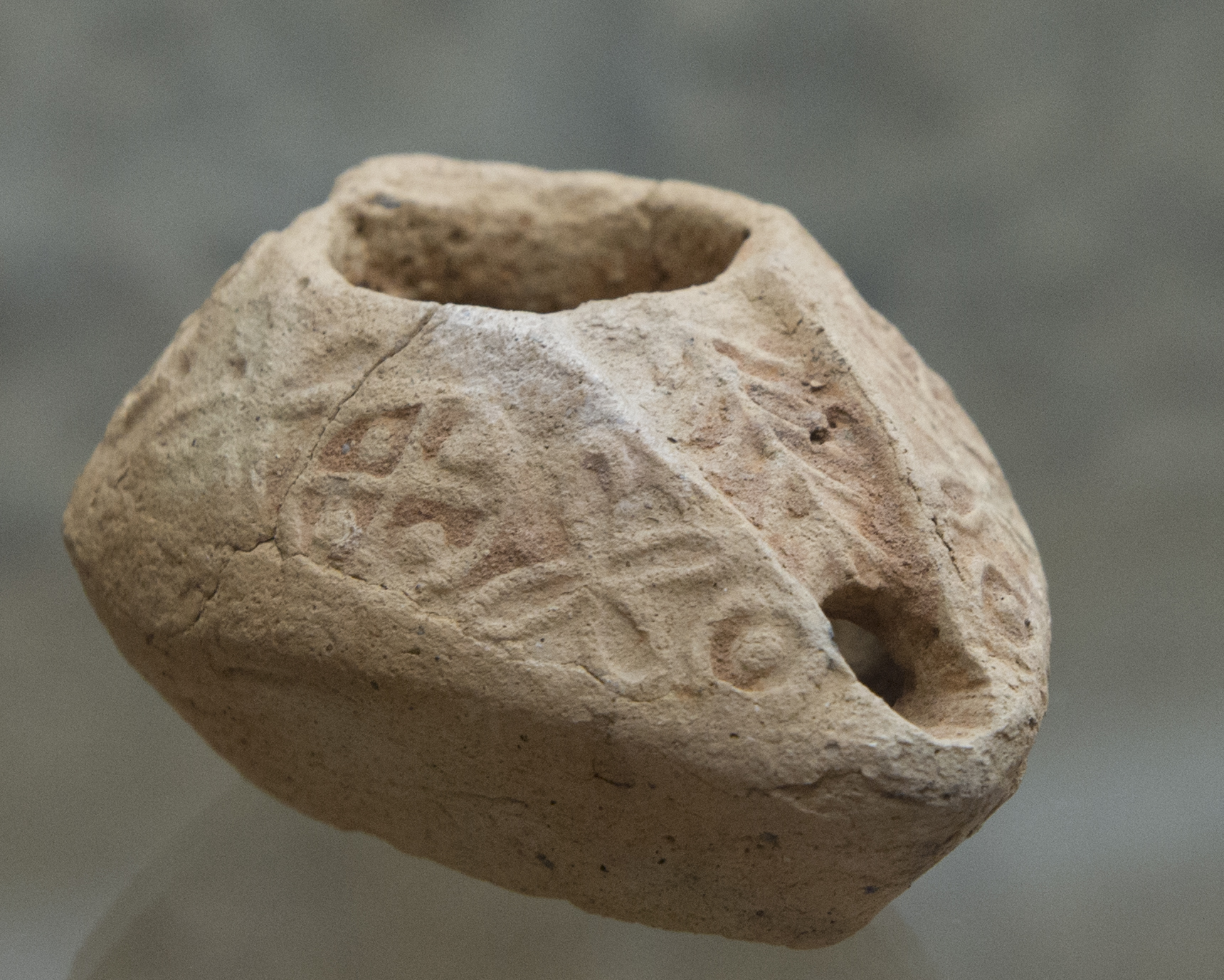
Křesťanský olejová lampa, byzantské období
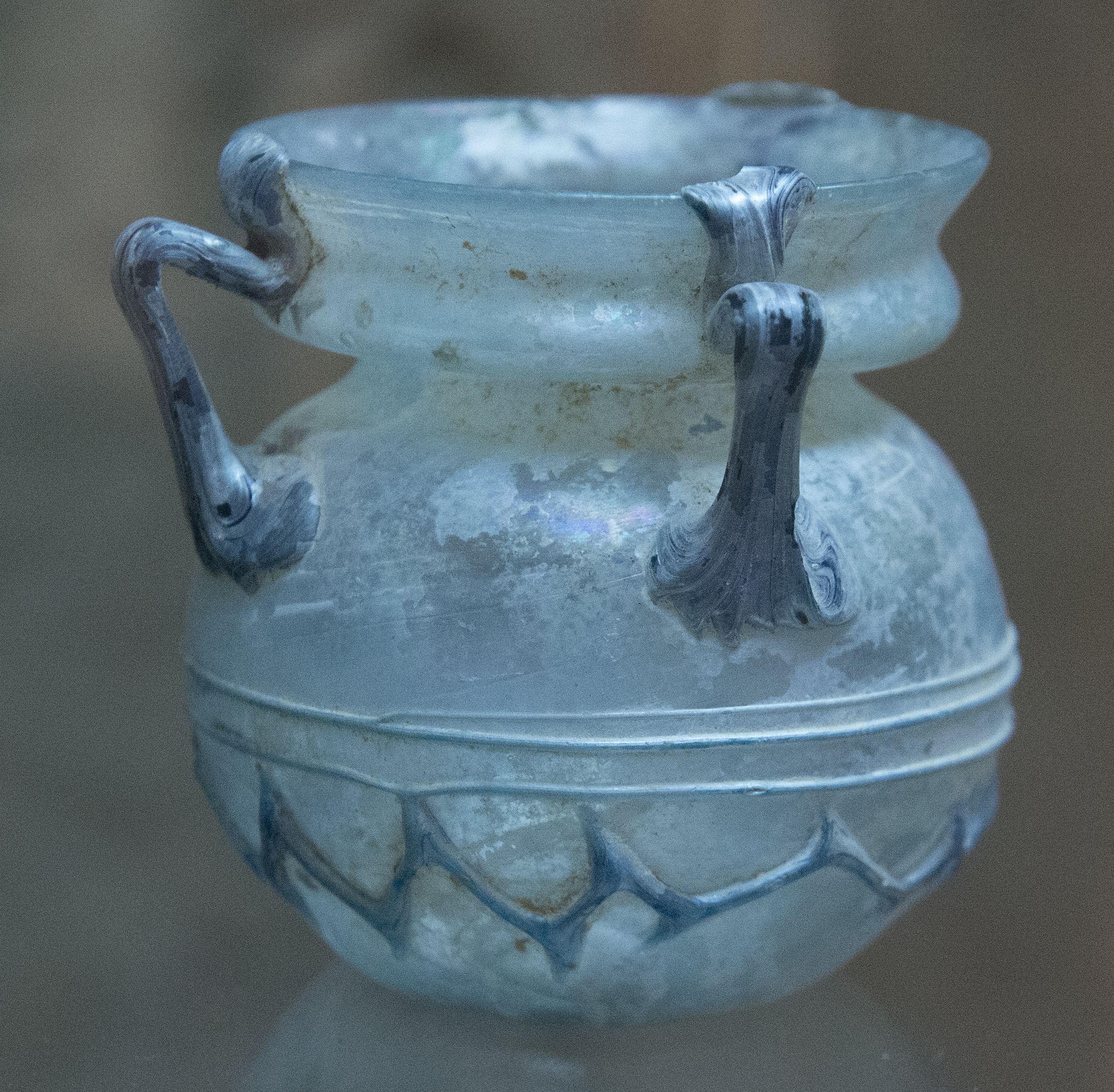
Římská skleněná nádoba
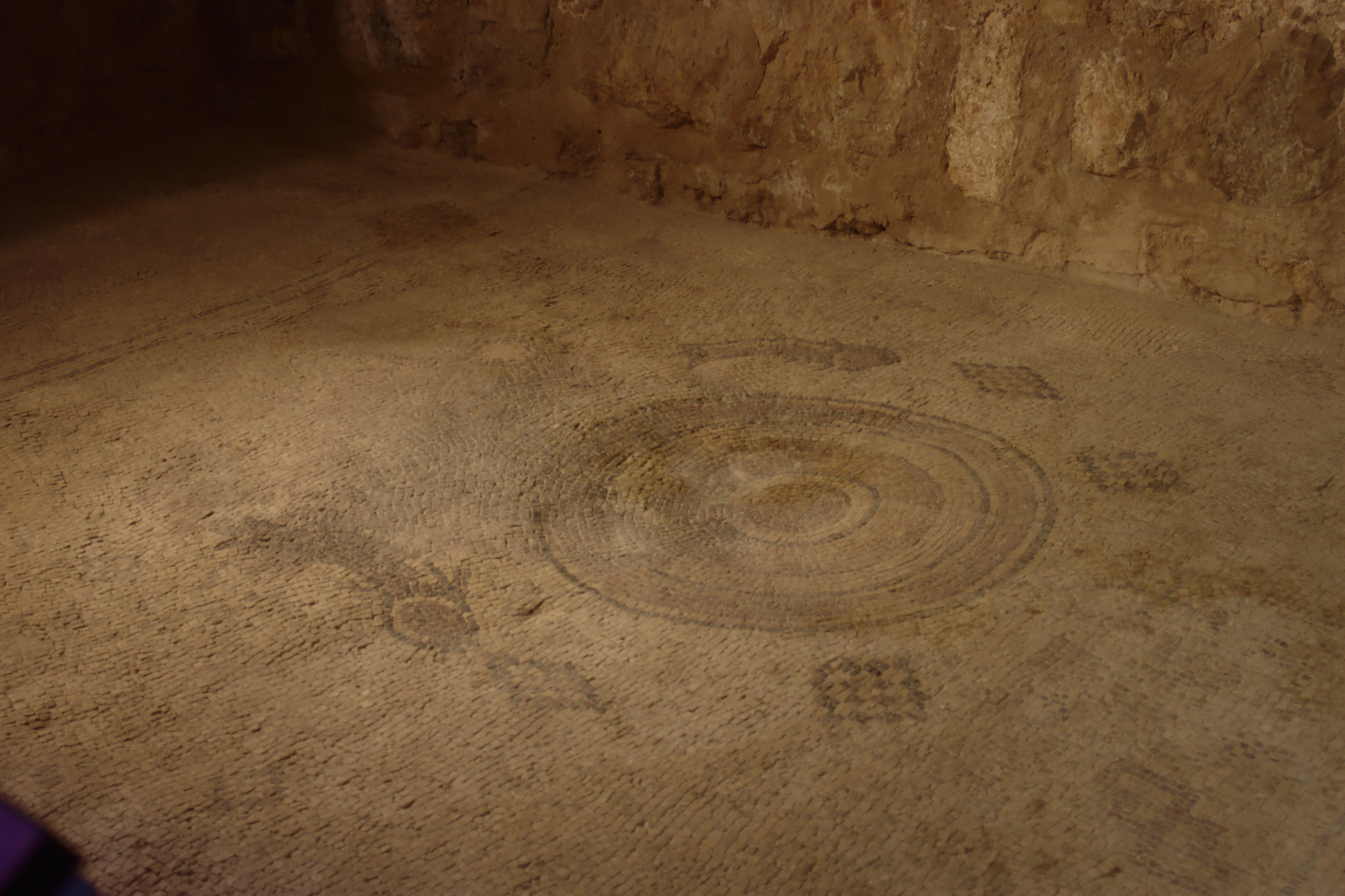
Byzantská mozaika